# Ciudad Hidalgo (Chiapas)
Ciudad Hidalgo is een stadje in de Mexicaanse deelstaat Chiapas. De plaats heeft ongeveer 14.000 inwoners (schatting 2007) en is de hoofdplaats van de gemeente Suchiate.
Ciudad Hidalgo is de meest zuidelijk gelegen stad van Mexico. Het ligt in de Soconusco, aan de Río Suchiata, die de grens met Guatemala vormt. Aan de overzijde van de rivier ligt de Guatemalteekse stad Ciudad Tecún Umán. De stad is gesticht in 1882, toen de definitieve grens tussen Guatemala en Mexico werd vastgesteld. De eerste inwoners waren Mexicanen die aan de Guatemalteekse zijde van de grens terecht waren gekomen maar hun Mexicaanse nationaliteit niet kwijt wilden raken. De stad werd genoemd naar de onafhankelijkheidsstrijder Miguel Hidalgo.
Tegenwoordig is Hidalgo een van de belangrijkste grensovergangen tussen Mexico en Guatemala. Dit brengt problemen met zich mee; veel Centraal-Amerikaanse immigranten proberen hier illegaal het land binnen te komen, terwijl ook drugskartels en Mara Salvatrucha ellende veroorzaken. Een belangrijke bron van inkomsten is de verbouw van koffie.